# Републикански път III-213
Републикански път IIІ-213 е третокласен път, част от републиканската пътна мрежа на България, изцяло на територията на област Силистра, Община Силистра. Дължината му е 15,5 км.
Пътят се отклонява наляво при 103,2-ри км на Републикански път II-21 в западния край на село Айдемир. Минава през центъра на селото и на 5,4 км отдясно в него се включва Републикански път III-215, като на протежение от 3,9 км (по ул. „Тутракан“) двата пътя се дублират. При бензиностанцията на OMV, на 9,3 км двата пътя се разделят, като Републикански път IIІ-213 остро завива на юг (надясно) и по ул. „Никола Й. Вапцаров“ излиза от града, преминава по източната периферия на село Калипетрово и югоизточно от него се съединява с Републикански път I-7 при неговия 8,8-и км и Републикански път II-21 при неговия 114,9-и км.
| Пътища, отклоняващи се надясно (населено място, № на пътя, посока на пътя)       | Км   | Пътища, отклоняващи се наляво (посока на пътя, № на пътя, населено място) |
| -------------------------------------------------------------------------------- | ---- | ------------------------------------------------------------------------- |
| Община Силистра, II-21, 103,2 км, с. Айдемир ←                                   | 0,0  | ← с. Айдемир, 103,2 км, II-21, Община Силистра                            |
| с. Айдемир                                                                       | 2,5  | с. Айдемир                                                                |
| (от 108,9 км на II-21) III-215, 3 км →                                           | 5,4  |                                                                           |
| гр. Силистра                                                                     | 9,3  | → гр. Силистра, 6,9 км, III-215 (за ГКПП Силистра -Кълъраш)               |
| с. Калипетрово                                                                   | 12,6 | с. Калипетрово                                                            |
| (за ГКПП Лесово - Хамзабейли) I-7, 8,8 км ← (от 1,5 км на I-2) II-21, 114,9 км → | 15,5 | ← 8,8 км, I-7 (от ГКПП Силистра -Кълъраш) .                               |

Забележка
1. ↑  На протежение от 3,9 км (от км 5,4 до км 9,3) Републикански път IIІ-213 се дублира с Републикански път III-215 (от км 3 до км 6,9)